# 無原罪の御宿り

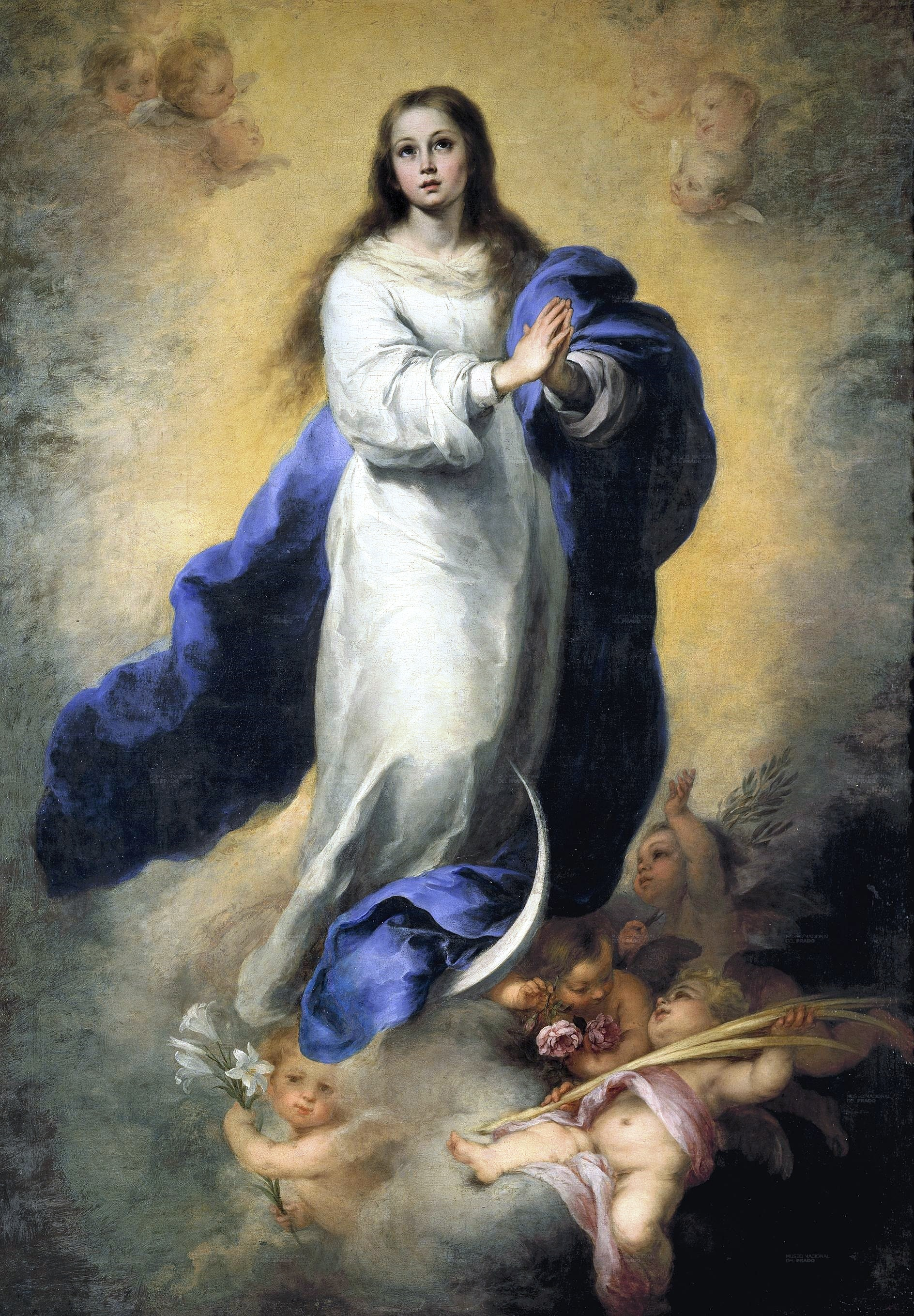
『エル・エスコリアルの無原罪の御宿り』。バルトロメ・エステバン・ムリーリョ画。 プラド美術館蔵

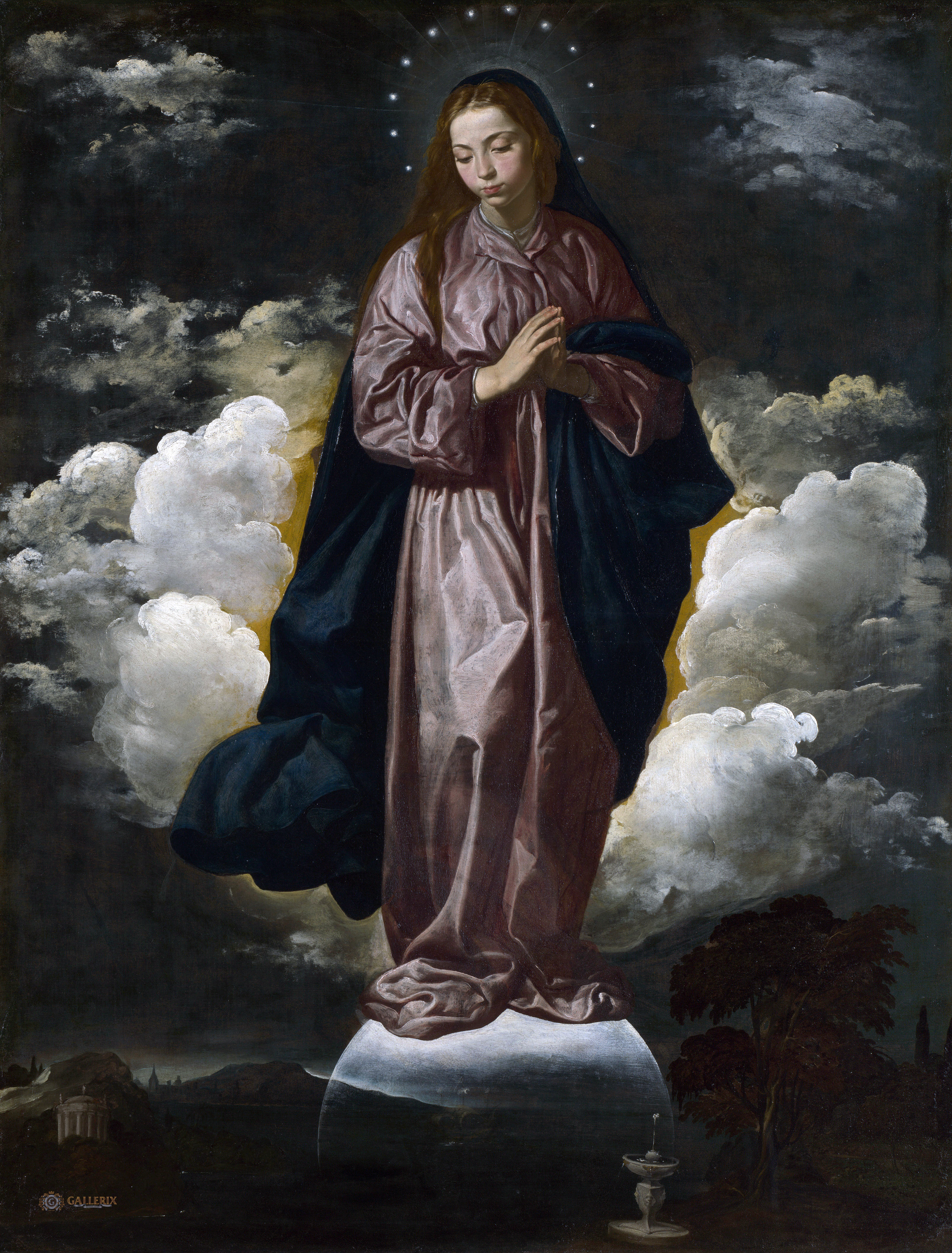
『無原罪の御宿り』 1618年 ディエゴ・ベラスケス画。ナショナル・ギャラリー (ロンドン)蔵

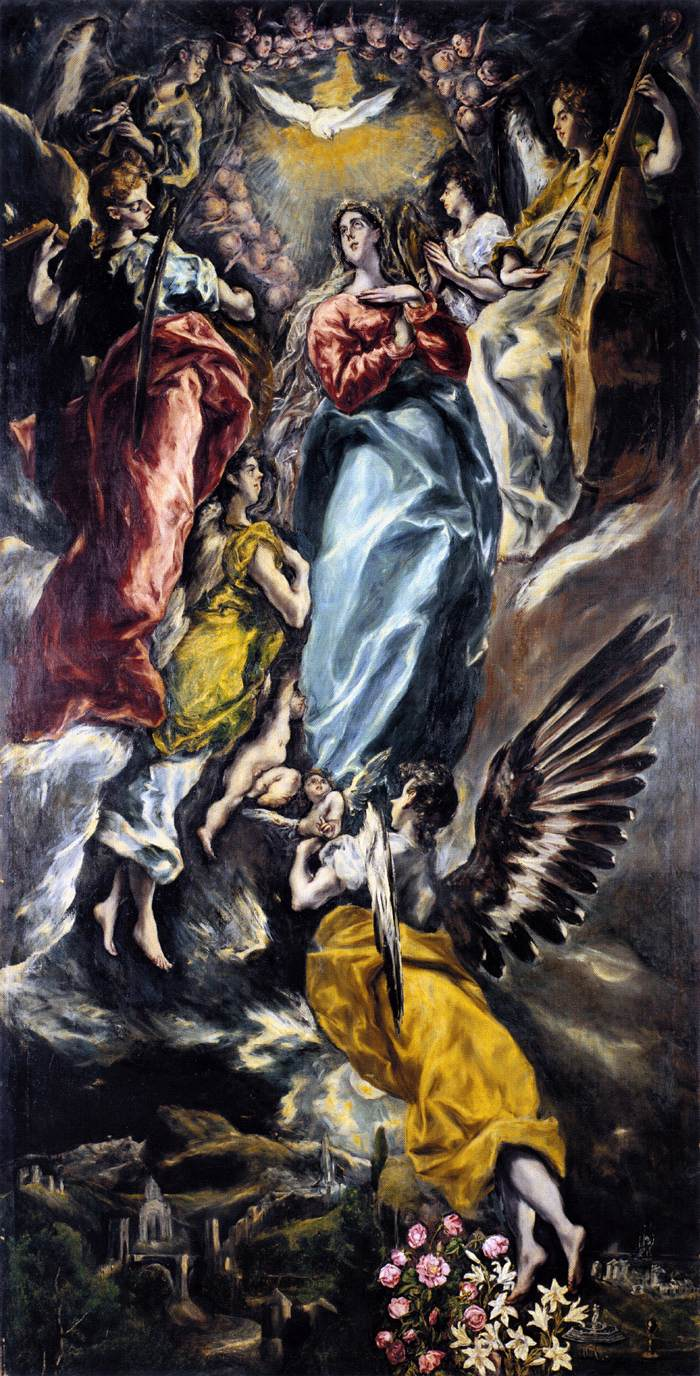
『無原罪の御宿り』 1607-1613年 エル・グレコ画。サンタ・クルス美術館蔵

無原罪の御宿り（むげんざいのおんやどり、ラテン語: Immaculata Conceptio Beatae Virginis Mariae）とは、聖母マリアが、神の恵みの特別なはからいによって、原罪の汚れと穢れを存在のはじめから一切受けていなかったとする、カトリック教会における教義である。無原罪懐胎（むげんざいかいたい）とも言う。1854年に正式に信仰箇条として宣言決定された。
12月8日は、イタリア語では、「Immacolata Concezione」（インマコラータ・コンチェツィオーネ、「無原罪の御宿りの日」）と呼び、キリスト教の大切な祝日のひとつである。 
関連施設として、1626年にカプチン・フランシスコ修道会によって建立された、「Chiesa di S.Maria Immacolata Concezione」（サンタ・マリア・インマコラータ・コンチェツィオーネ教会）、別名「骸骨寺」、が存在する。

## カトリック教会における教義
無原罪の御宿りの教義は、「マリアはイエスを宿した時に原罪が潔められた」という意味ではなく、「マリアはその存在の最初（母アンナの胎内に宿った時）から原罪を免れていた」とするものである。前提として、カトリック教会において原罪の本質は、人がその誕生において超自然の神の恵みがないことにあるとされる。キリストは原罪を取り除く者であり、マリアはキリストの救いにもっとも完全な形で与った者である。ルカによる福音書1:28にある「おめでとう、恵まれたかた」と天使から聖母マリアが言われたことには、原罪とは逆の状態、すなわち神がともにおられるという恵みが特別にマリアに与えられていることが示されているのであり、マリアが存在の初めから神と一致していることが示されているとされる。
こうしたことから、マリアが存在の初めから神と一致し生涯と死を通じて人のいのちの完成に至ったこと、人類に対するキリストの救いのわざのもっとも完全で典型的な現れであるとし、そのことを示す二つの教義が無原罪の御宿りと聖母の被昇天であるとされている。

## 歴史
マリアは、古代教父の著書において、2世紀リヨンのエイレナイオス、4世紀エルサレムのキュリロスにより第二のエヴァとして、ヒッポのアウグスティヌスやアンティオキアのアタナシオスにより至潔なるマリアとして崇められてきた（このこと自体はカトリック教会のみならず正教会、東方諸教会、復古カトリック教会なども認めている）。
聖母マリアがその存在のはじめから無原罪であったとは、最初期に9世紀のパスカシウス・ラドベルトゥスが唱道し、西欧民間においては中世から広く信じられていた。また、後述のように正教会では無原罪の御宿りの教義を否定するにも拘らず、西方でのこの教義の歴史的過程に東方からの影響があったことも確かである。というのは、カイサリアのバシレイオスの修道規則に従うギリシア人の修道士が11世紀初期にローマ近郊にやってきて修道院を建設し、東方で祝われていた聖母の御やどりの祝日(およびその他の祝日)を広めたのである。これがサクソン王時代のイングランドにも普及し、ノルマン・コンクエスト(1066年)以降に一旦廃止されるものの、12世紀になると復活し、この復活に伴ってカンタベリーのエアドメルスが『聖母マリアの御やどりについて』を執筆することになる。『聖母マリアの御やどりについて』は神学的体裁を整えた著作としては初めて無原罪の御宿りを提示したものとして評価されている。ドゥンス・スコトゥス（1266年頃 - 1308年）などのフランシスコ会士は強力に無原罪の教理を擁護し、のちにはイエズス会も擁護側にまわった。
他方、中世においてもトマス・アクィナス（1225年 - 1274年）をはじめ多くのスコラ学者がこうした聖母の無原罪という教えを否定していた。トマスがこの教えを否定したのは、キリストの普遍的な救済力に傷をつけかねないと感じたからであった。また、カンタベリーのアンセルムスはエアドメルスの師であるが著書『クール・デウス・ホモ - 神は何故に人間となりたまひしか』において無原罪の御宿りを否定した。他にも否定側にまわったスコラ学者として、アルベルトゥス・マグヌス、ボナヴェントゥラなどが挙げられる（現代のカトリック教会においては、こうした否定の論陣についても、当教理の誇張や下品さを排除し、終局的解決を準備したものとして評価されている）。
無原罪の教えは、1449年9月17日、バーゼル公会議において「敬虔で、教会の典礼、カトリック信仰、正しき思考、聖書とも合致するもの」とされた（ただしこのバーゼル公会議は離教的なものであったとカトリック教会から評される）。その後も複数の教皇（シクストゥス4世、ピウス5世、アレクサンデル7世、クレメンス11世ら）が、この教えの賛成派を反対派から守るといった言動をとるなどしている。
しかしながらトリエント公会議における「聖にして且つ汚れなき童貞マリアを原罪に関する公会議令に含ましめるを欲せず」との声明が明確な教義としての宣言を含んでいないことにもみられる通り、無原罪の教えが教義として明確に定められたのは19世紀半ばのことである。おもにスペインなどラテン地域で「無原罪の御宿り」の信心は一般的になっていき、特にイエズス会の擁護が強く、1854年12月8日、教皇ピウス9世の回勅 Ineffabilis Deus によって、無原罪の御宿りの教義は公認された。このためカトリック教会では12月8日が無原罪の御宿りの祝日となっている。
ピウス9世による回勅について、カトリック教会では、諸司教が事前に同意を表明した上で教理宣示がなされており、内容的には全教会教導職の決定と同一視される、自然的な帰結であると評価されている。しかしながらカトリック教会外からは、本教義につき、教会史上初の、公会議の同意を受けないで一人の教皇が自分の権威に基づいて定義した教義であるとされることがある(教皇不可謬説も参照)。

## 認めない教派による否定
正教会、復古カトリック教会、およびプロテスタント諸教派は、無原罪の御宿りの教義を否定する。

### 正教会
正教会では、生神女マリヤ（正教会での表記）は「至聖」なるものとして崇敬されるが、マリヤもまた元祖アダムの罪を免れず、「ヘルヴィムより尊くセラフィムに並びなく栄え」とされる光栄が得られたのは、神の子イエス・キリスト（イイスス・ハリストス）を受孕（みごもり）生んだ後であると捉えられている。正教会においては、聖母の無原罪懐胎説は19世紀に至るまでカトリック教会内においても正式に教義決定されてはおらず、論争すらあった点を踏まえ、本説は新しく出てきたものであり、異端的な考え方であるとして否定している。
正教会においては、生神女マリヤが、旧約と新約の間にはじめて橋をかけ、ハリストス（キリスト）以前の人々の聖性の全てが生神女マリヤの中に統合されたとされる。ルカ1:38におけるマリヤの同意において、旧約の聖なる人々全てが彼女とともに主の藉身に同意を与えたと解される。
しかし、もしカトリック教会の説く無原罪懐胎説によってしまえば、（原罪の結果の下に服していたが聖なる人々であったと正教会において捉えられる）旧約時代の義人たちとマリヤとの間にある重要なつながりが、（「原罪の無いマリヤ」と「原罪の結果の下にある旧約の義人」という非対称的な関係となることによって）弱められてしまうと正教会からは指摘される（そもそも「旧約時代の義人達」の聖性を強調するのが、西方教会にはない正教会の特色のひとつである）。また加えて、原罪の結果に対するアウグスティヌスの考え方に同意しない正教会において、無原罪懐胎の教理は、「誤り」であるというよりも、むしろ「不要」なものであると評される。

### 復古カトリック教会
第1バチカン公会議における教皇不可謬説に反対して分裂した復古カトリック教会は、教理として認める聖伝を8世紀以前のものに限定する。そのため、聖母マリアの無原罪懐胎も認めない。

### プロテスタント
ほとんどのプロテスタントには、（一部例外を除き）神の母マリアを崇敬するという概念そのものがない。